# Ausweichsitz der saarländischen Landesregierung
Der Ausweichsitz der saarländischen Landesregierung ist eine ehemalige Bunkeranlage in der nordsaarländischen Stadt Wadern, in der die saarländische Landesregierung im Falle eines atomaren Angriffs Schutz suchen sollte. Die gesamte Anlage steht unter Denkmalschutz.

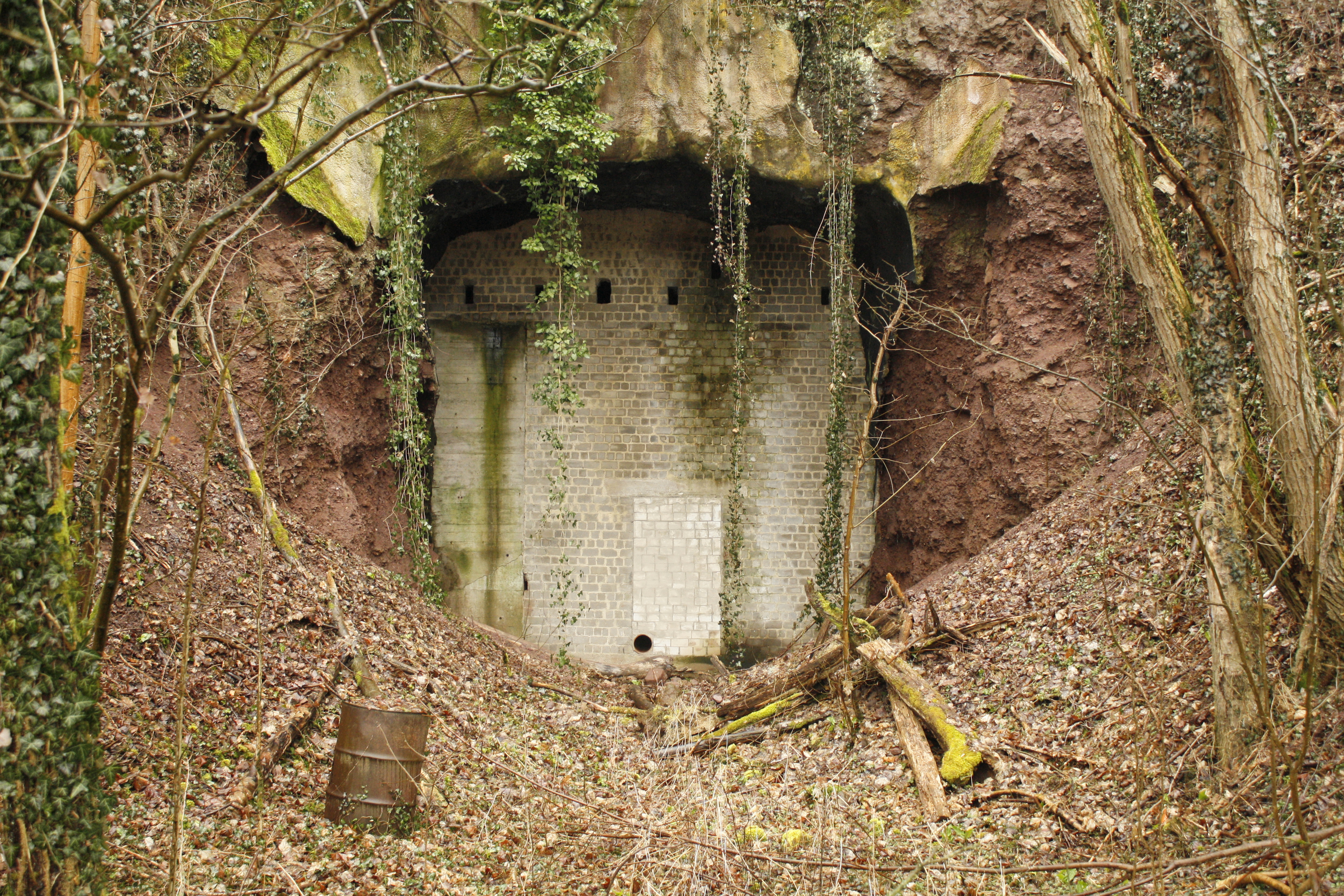
SANI I (Stollenanlage)

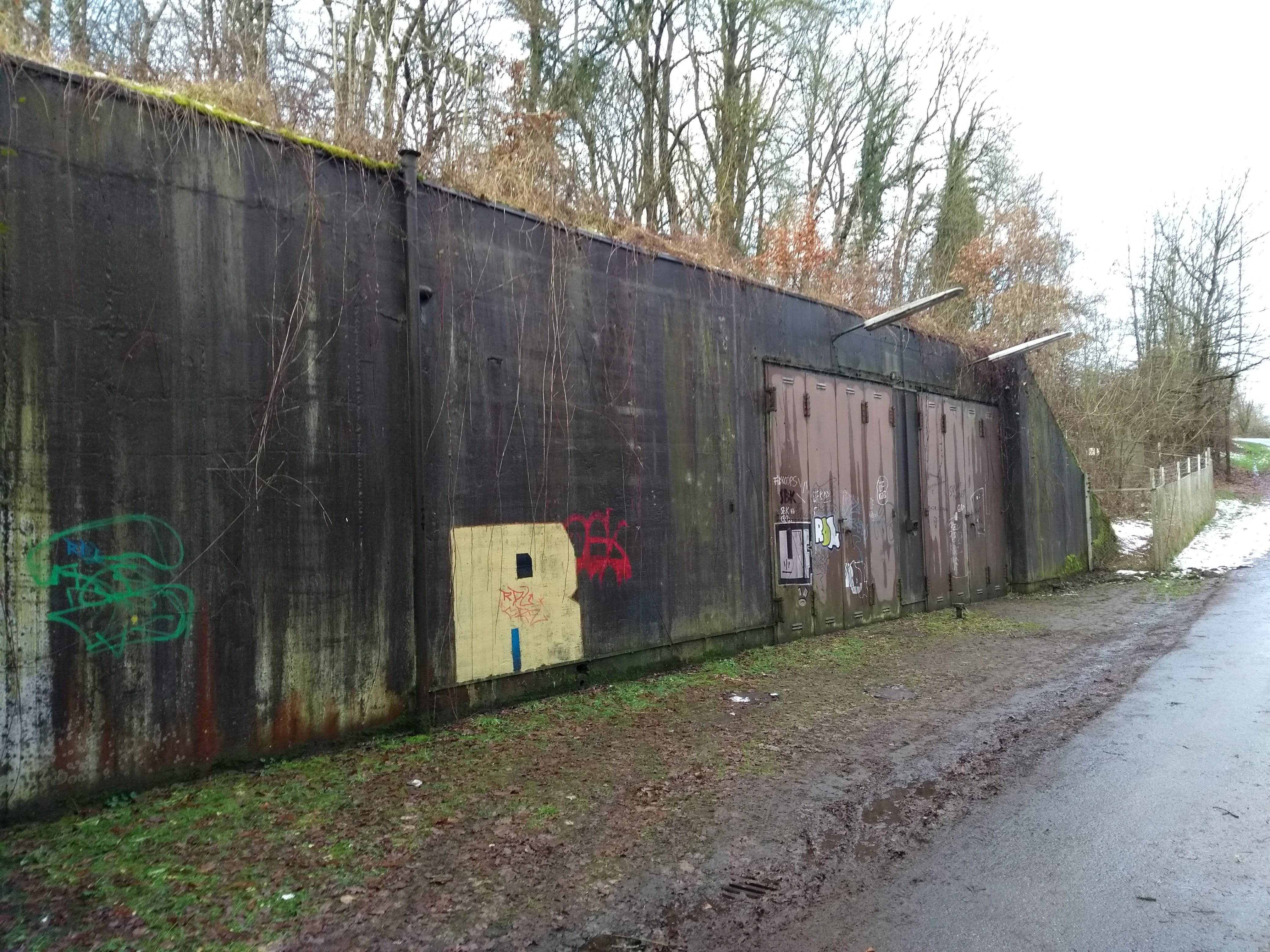
Ehemaliger Fernmeldebunker

## Geschichte
1957 begann das Bundesministerium des Innern mit der Planung von Befehlsstellen für die Bundes- und Landesregierungen, um im Falle eines Atomkriegs die Regierungsgeschäfte fortführen zu können. Mit der Wiedereingliederung des Saarlandes am 1. Januar 1957 wurde auch das neue Bundesland in die Planungen mit einbezogen. Man wählte die Stadt Wadern aus, da der Ort weit außerhalb der Landeshauptstadt Saarbrücken lag und hier bereits eine Stollenanlage und ein alter Wehrmachtsbunker vorhanden waren. Außerdem garantierte die Hochlage einen guten Standort für die fernmeldetechnischen Anlagen.
Die Maßnahmen unterlagen absoluter Geheimhaltung. Deshalb wurde nur eine sehr kleine Personengruppe im Staatlichen Bauamt für Sonderaufgaben in Planung und Durchführung der Arbeiten zum Ausbau eingeweiht. Die Baumaßnahmen wurden verschleiert und unter dem Deckmantel der „Verbesserung der medizinischen Versorgung“ durchgeführt. Daher lauteten die Baubezeichnungen auch SANI I und SANI II. SANI I war der Codename für eine Stollenanlage in der Octavie-Allee in Dagstuhl, SANI II war das Deckname für den Wehrmachtsbunker „Am Hals“, der zur Fernmeldezentrale ausgebaut werden sollte.
SANI I sollte in drei Bauabschnitten errichtet werden. Geplant war, den vorhandenen Stollen zu befestigen und zwei Querstollen in das Erdreich zu treiben, die 109 Bedienstete in 24 Räumen aufnehmen sollten. In einer zweiten Bauphase sollte dann ein dritter Querstollen errichtet werden der 41 Räume für 250 Personen aufnehmen sollte. In einem letzten Schritt sollten dann zwei weitere Querstollen gebohrt werden, die weiteres Regierungspersonal aufnehmen sollten. Das Stollensystem sollte so weit ausgebaut werden, dass die Bediensteten der wichtigsten Ministerien in dem Bunker unterkommen konnten, die zur Aufrechterhaltung der Handlungsfähigkeit der Landesregierung nötig sein würden. Die Baumaßnahmen wurden allerdings im Oktober 1967 gestoppt, da bei den Bauarbeiten Schwierigkeiten aufgetreten waren. Aufgrund der desolaten Haushaltslage des Saarlandes sah man dann 1973 vorläufig davon ab, den Bau weiterzuführen. So wurden nicht einmal die Baumaßnahmen des ersten Bauabschnittes fertiggestellt.
Als Ausgangsbauwerk für SANI II sollte ein alter Wehrmachtsbunker dienen, der 1939 als Teil des Westwalls im Rahmen des Aachen-Saar-Programms als Bataillonsbefehlsstelle errichtet worden war. Der Bunker WH K1 war als Regelbautyp 117a in der Ausbaustufe „B neu“ erbaut worden und mit einer Wand- und Deckenstärke von zwei Metern Stahlbeton gesichert worden. 1962/63 wurde mit dem Ausbau begonnen. Das zuständige Ministerium stellte dem Saarland dafür die Fernmeldetechnik mit Antennenanlage zur Verfügung. In den Räumen wurde eine Fernmeldeeinrichtung installiert. Hier sollten 30 Personen im Schichtdienst tätig sein. So wurden außerdem Wohnräume eingerichtet, ein Notstromaggregat, eine eigene Wasserversorgung und eine Klimaanlage. Fernmeldeleitungen führten zum Ausweichsitz der Bundesregierung, des Landes Rheinland-Pfalz und zur Bundeswehr. Anders als SANI I war die Fernmeldeanlage voll funktionstüchtig.
Neben SANI I und SANI II wurde bei dem Neubau des Hochwaldgymnasiums in Wadern im Untergeschoss eine Zivilschutzanlage erbaut, in der das Sicherheitspersonal zur Bewachung des Ausweichsitzes untergebracht werden sollte. Außerdem gab es hier ein Notsystem für die Kommunikation, die bei dem Ausfall von SANI II eine reduzierte Kommunikation aufrechterhalten sollte. Bis zur Fertigstellung von SANI I und II sollte die Anlage auch als Not-Ausweichsitz dienen.
1977 wurden die Arbeiten an dem Ausweichsitz aus Kostengründen ganz eingestellt. Bis dahin hatte der Bau 12 Mio. D-Mark verschlungen. Bis November 1993 wurde die Anlage von SANI aber noch gewartet. Der Kontrollbetrieb von SANI II wurde 1999/2000 eingestellt. Bis Oktober 2008 wurde der Ausweichsitz trotzdem geheim gehalten.

## Architektur und Ausstattung
Der Ausweichsitz der saarländischen Landesregierung besteht aus drei unterirdischen Bunkeranlagen, die nicht miteinander verbunden waren. Alle Teile der ehemaligen Anlage stehen heute unter Denkmalschutz. Das Saarland war das erste Bundesland, dass mit der Planung des Ausweichsitzes schon 1957 angefangen hatte. Der Anlage kommt damit eine „Pilotfunktion“ mit „hohem Zeugniswert“ zu. Der Westwallbunker von SANI II wurde überregional nur 72 Mal gebaut und ist im Saarland das einzige erhaltenen Bauwerk dieses Typs. Der Bunker gilt außerdem als wichtiges Beispiel für die Nachkriegsnutzung von Bunkerbauwerken für Zivilschutzaufgaben. Die erhaltene bauzeitliche Ausstattung stellt „detailreich Gegenstände sowie soziale und technische Zusammenhänge“ einer Bunkeranlage dar.

### SANI I (Stollensystem, Ausweichsitz der Landesregierung)
Das Stollensystem (Lage) war bereits in den 1930er Jahren im Zusammenhang mit dem nahen Wehrmachtsbunker an einem Hang westlich von Schloss Dagstuhl angelegt und bestand ursprünglich aus zwei waagerecht in den Hang gegrabenen Stollen mit Querstollen. Heute führen die Zugänge zu einem parabelförmigen Querstollen. Von dort aus gelangt man zu einem langen Querstollen. Der rechte Verbindungsstollen führt zu einer dritten Querstollen mit Toiletten und Brunnenkammer. Hier ist auch ein Notausstieg vorgesehen. Außerdem zweigt hier auch ein vierter Querstollen ab, der nicht zu Ende geführt wurde. Er besitzt einen eigenen Zugangsstollen zur Octavie-Allee. Die neuen Stollen waren als Betonröhren ausgeführt und sollten über einem Steg einen Boden erhalten unter dem die Verkabelung verlaufen sollte.
Oberhalb der Anlage wurde ein oberirdisches Eingangsbauwerk errichtet, zu der der Notausstieg über eine 30 Meter hohe Leiter führt. Zu dem Bauwerk gehört auch ein Hebekran.

### SANI II (Bunker, zur Fernmeldezentrale ausgebaut)
Der Wehrmachtsbunker (Lage) liegt rund 500 Meter nördlich des Stollensystems. Der Bunker des Regelbautyps 117a hat zwei Zugänge, die mit einer flankierenden Anlage, Eingangsverteidigungen und Gasschleusen gesichert sind. Ursprünglich war die Anlage in einen rechten Teil untergliedert, der der Mannschaftsunterbringung und der Vorratshaltung diente und einen linken Teil, in dem die Nachrichtenübermittlung und die Offiziersräume untergebracht waren. Die neue Fernmeldetechnik stammt aus dem Jahr 1963 von der Firma Standard Elektrik Lorenz. Außerdem gab es eine eigene Stromversorgung und Klimatechnik. Die bauzeitliche Ausstattung ist erhalten.

### Zivilschutzanlage Hochwaldgymnasium (Unterbringung des Sicherheitspersonals)
Im hinteren Teil der Schule (Lage) führt eine Treppe hinab zu einer Schleusentür, über die man die Anlage betritt. Über einen langen Flur mit Generator gelangt man in elf Räume, die in zwei durch eine stählerne Schleusentür getrennte Quartiere geteilt sind. Jedes der Quartiere besitzt fünf Räume mit je 20 Betten, einem Flur mit sanitären Einrichtungen. Schlaf- und Aufenthaltsräume sind mit Etagenbetten und Sitzgelegenheiten eingerichtet. Das hintere Quartier hat einen Batterieraum und einen Notaussteig. Die bauzeitliche Ausstattung ist erhalten.

### Trafostation
Der Ausweichsitz hatte eine separate Stromversorgung mit eigener Trafostation an der Zufahrtsstraße zur Burgruine Dagstuhl.

### Hubschrauberlandeplatz
Vor den Zugängen zu SANI I an der Octavie-Allee wurde ein Wiesengelände von Schloss Dagstuhl frei gehalten, damit hier im Notfall Hubschrauber landen konnten, um das Regierungspersonal abzusetzen.